# Рахи (дем Бер)
Вижте пояснителната страница за други значения на Рахи.
Рахи или Рахово (на гръцки: Ράχη, до 1926 година Ράχωβα, Рахова, до 1953 година Ραχιά, Рахия) е село в Република Гърция, област Централна Македония, дем Бер.

## География
Селото е разположено на 240 m в югоизточните склонове на планината Каракамен (Вермио), на левия бряг на река Бистрица (Алиакмонас) на 6 километра южно от демовия център Бер.

## История

### В Османската империя
В края на XIX век селото е в Берската каза на Османската империя. Според Васил Кънчов („Македония. Етнография и статистика“) в 1900 година Райко е село в Берска каза и в него живеят 150 гърци християни.
По данни на секретаря на Българската екзархия Димитър Мишев („La Macédoine et sa Population Chrétienne“) в 1905 година в Райко (Raïko) живеят 150 гърци.
Спирос Лукатос посочва „език на жителите гръцки“.
При преброяването в 1912 година селото е отбелязано с език гръцки и религия християнска.

### В Гърция
През Балканската война в 1912 година в селото влизат гръцки части и след Междусъюзническата в 1913 година Рахово остава в Гърция. След Първата световна война в 1922 година в селото са заселени гърци бежанци. В 1928 година Рахово е смесено местно-бежанско селище с 47 бежански семейства и 164 жители бежанци. В 1926 година името на селото е сменено на Рахия, но в 1953 то е прекръстено отново на Рахи.
Селяните произвеждат основно овошки и пшеница, като частично е развито и скотовъдството.
| Име           | Име          | Ново име   | Ново име   | Описание                        |
| ------------- | ------------ | ---------- | ---------- | ------------------------------- |
| Барес         | Μπάρες       | Врохонерия | Βροχονέρια | връх в Каракамен на ЮЮЗ от Рахи |
| Мегала Джмала | Μεγ. Τζαμάλα | Кремала    | Κρεμάλα    | връх в Каракамен на Ю от Рахи   |

| Година    | 1913 | 1920 | 1928 | 1940 | 1951 | 1961 | 1971 | 1981 | 1991 | 2001 | 2011 | 2021 |
| --------- | ---- | ---- | ---- | ---- | ---- | ---- | ---- | ---- | ---- | ---- | ---- | ---- |
| Население | 56   | 115  | 268  | 420  | 481  | 487  | 433  | 470  | 501  | 570  | 610  | 616  |

## Личности
Родени в Рахия
- Атанасиос Манолопулос (Αθανάσιος Μανωλόπουλος), гръцки андартски деец, четник[11]
- Георгиос Хионидис (р. 1934), гръцки политик